# ゲイリー・ライト
ゲイリー・ライト（Gary Wright、1943年4月26日 - 2023年9月4日）は、アメリカ合衆国のミュージシャン。1976年に発表した楽曲「夢織り人」（Dream Weaver）や、1971年にハリー・ニルソンがカヴァーした「ウィザウト・ユー」へのピアニストとしての参加などで知られる。元ビートルズのジョージ・ハリスンとは友人だった。

## 来歴
ライトはニュージャージー州クレスキル（Cresskill）で生まれ育ち、7歳の時にはテレビ番組のショーに出演した。彼はテナフライ高等学校（Tenafly High School）に入学した。

その後、心理学の勉強を続けるためヨーロッパへ渡った。1967年、アイランド・レコードの創設者であるクリス・ブラックウェルの紹介で、「アート」というバンドにシンガーおよびキーボーディストとして加入。アートは「スプーキー・トゥース」と改名した。
1970年、リヴァプールに拠点をおくフォーク・ミュージックバンド「アライヴァル」（Arrival）の音楽プロデューサーと、フォークロックバンド「ハウル・ザ・グッド」のメンバーを同時に務めた。同年のワイト島音楽祭ではこれら2つのバンドが共に出演した。
1971年11月23日、ライトはテレビ番組『ディック・キャヴェット・ショウ』（The Dick Cavett Show）のエピソードで、「ワンダー・ホイール」というバンドが彼の作った曲「Two Faced Man」を演奏したことがきっかけで名前を紹介された。ワンダー・ホイールにはジョージ・ハリスンが好意でスライドギター演奏にて参加していた。これはライトがハリスンのアルバム『オール・シングス・マスト・パス』でピアノ演奏を行ったのが縁で実現した。
1974年のスプーキー・トゥース解散後、ライトはソロで音楽活動を続け、その活動は楽曲「夢織り人」で頂点に達した。この曲のシングルは1976年にビルボード・ホット100で3週連続2位を記録し、ゴールドディスクに認定された。この曲はまた、映画『ウェインズ・ワールド』およびそのサウンドトラック、映画『ラリー・フリント』などの作品にフィーチャーされている。1976年には、続くシングル作品「Love Is Alive」もチャート2位（2週連続）を記録している。
アルバム『夢織り人 - ドリーム・ウィーヴァー』（The Dream Weaver）は大ヒット作品となったものの、その後の彼の作品は評論・売り上げのどちらにおいても人気を博すものではなかった。ラジオ放送も手助けにならず、新たなヒットシングルも出なかったために、彼のキャリアはにわかに停滞することとなった。それでも彼は1970年代・1980年代・1990年代にわたってアルバムの制作を続けてゆく。
ライトが最後にポップ・チャートにおいて顕著な成功を収めたのは、1981年に「Really Wanna Know You」（アリ・トムソン(Ali Thomson)との共作）がチャート第16位を記録したときであった。
ライトの1981年のアルバム『ライト・プレイス』に収録された楽曲「Comin' Apart」は、2004年にアーマンド・ヴァン・ヘルデン（Armand Van Helden）が発表したクラブ音楽「マイ・マイ・マイ」（My My My）にサンプリングされている。
1991年に、日本の音楽ユニットであるTMNのシングル『Love Train/We love the EARTH』、アルバム『EXPO』のエンジニアとして参加。当時ニューヨークで最先端だったサウンドを日本に持ち込んだ。
2008年、リンゴ・スター&ヒズ・オールスター・バンドのツアーに参加した。同年11月には、6曲収録のミニアルバム『Waiting to Catch the Light』をリリースしている。
2023年9月4日、カリフォルニア州のパロス・ベルデス・エステーツで死去。80歳没。

## ディスコグラフィ

### スタジオ・アルバム
- 『エキストラクション』 - Extraction (1971年)
- 『フットプリント』 - Footprint (1972年)
- 『夢織り人 - ドリーム・ウィーヴァー』 - The Dream Weaver (1975年)
- 『ライト・オブ・スマイル』 - The Light of Smiles (1977年)
- 『タッチ・アンド・ゴーン』 - Touch and Gone (1978年)
- 『ヘッディン・ホーム』 - Headin' Home (1979年)
- 『ライト・プレイス』 - The Right Place (1981年)
- 『フー・アイ・アム』 - Who I Am (1988年)
- 『ファースト・サインズ・オブ・ライフ』 - First Signs of Life (1995年)
- Human Love (1999年)
- Waiting to Catch the Light (2008年)
- Connected (2010年)

### コンピレーション・アルバム
- 『ベスト!』 - Best of Gary Wright / The Dream Weaver (1998年)
- The Essentials (2003年)
- Greatest Hits (2017年)

### シングル
順位はビルボード・ホット100のもの
- 『夢織り人』 - Dream Weaver (1976年) ※2位
- Love Is Alive (1976年) ※2位
- Made To Love You (1976年) ※79位
- 『ファントム・ライター』 - Phantom Writer (1977年) ※43位
- 『タッチ・アンド・ゴーン』 - Touch And Gone (1978年) ※73位
- Really Wanna Know You (1981年) ※16位
- Heartbeat (1981年) ※107位